# Halde Sundern
Koordinaten: 51° 38′ 38″ N, 7° 44′ 26,2″ O

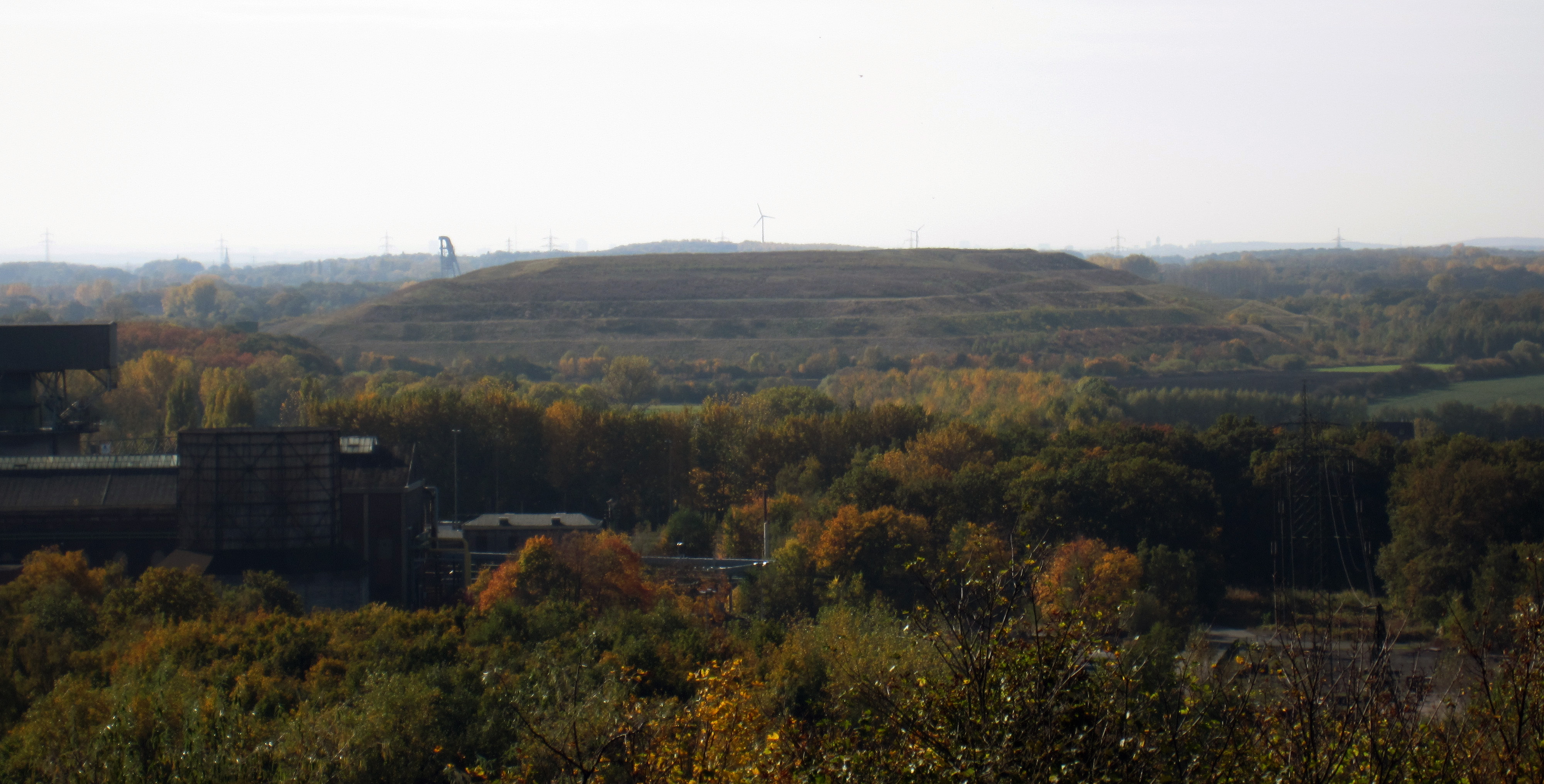
Halde Sundern in Hamm / Westfalen

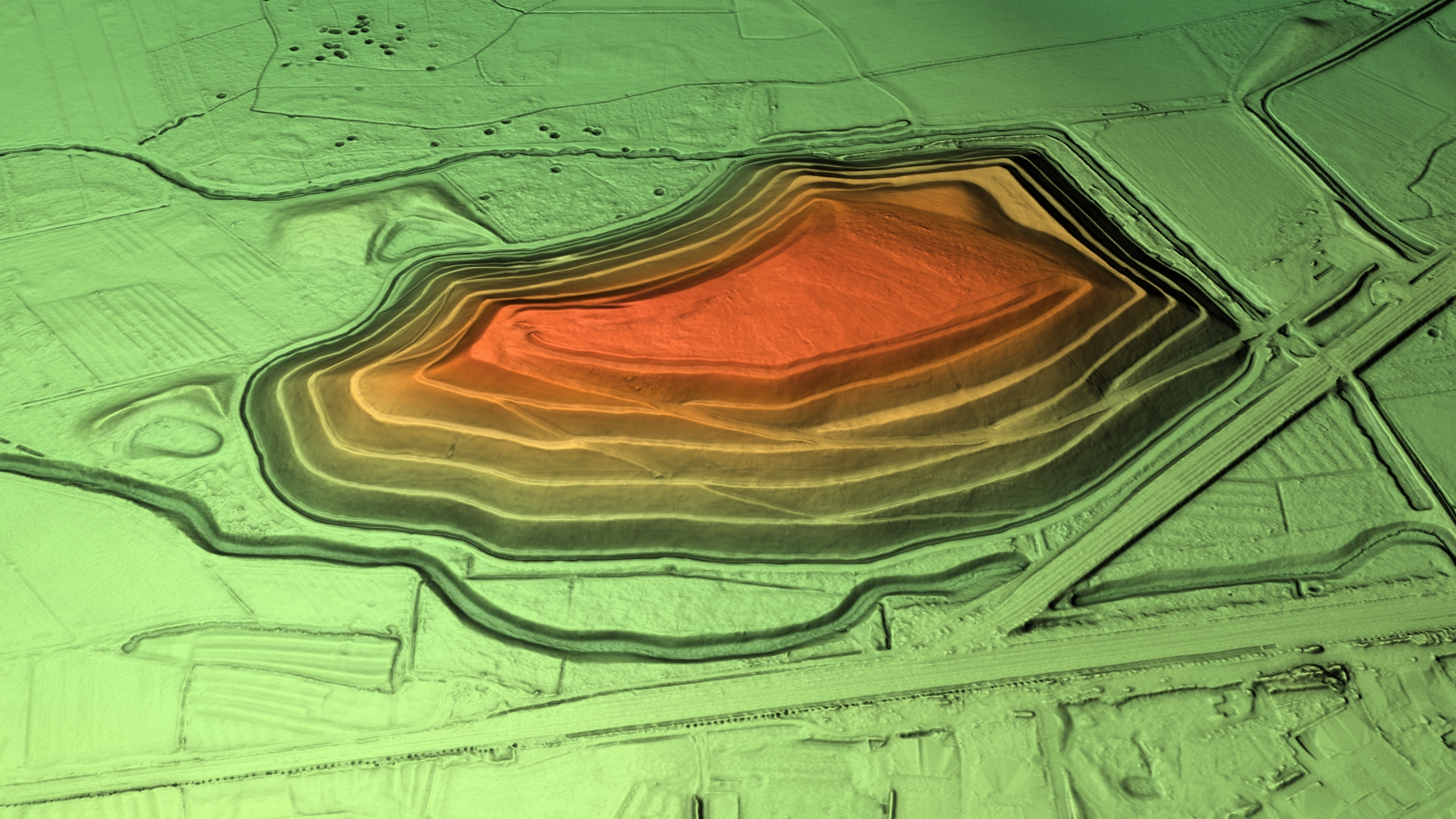
3D-Ansicht des digitalen Geländemodells

Die Halde Sundern, auch Sundernrücken genannt, ist eine Bergehalde der 2010 stillgelegten ehemaligen Zeche Monopol in Hamm im Ortsteil Pelkum.
Das abgebaute Material aus dem Bereich Monopol des Bergwerkes Ost wurde die letzten zehn Jahre vor der Stilllegung Ende September 2010 dem Schacht Robert zugeführt und dort zu Tage gefördert und weiter verarbeitet. Der circa 45%ige Anteil des Bergematerials wurde mittels Bahn bis zur Halde Sundern transportiert und dort aufgeschüttet. Die Halde hat ein Fassungsvermögen von 30 Millionen Tonnen und soll nach Plan noch bis 2020 geschüttet werden. 2009 hatte sie die Höhe von circa 95  m ü. NN erreicht, das entspricht 25 Metern über dem Umgebungsniveau. Als eine in Schüttung befindliche Halde ist sie bisher nicht renaturiert und der Öffentlichkeit nicht zugänglich.
Die Konzerne RWE und RAG haben mit ihren Tochtergesellschaften RAG Montan Immobilien und RWE Innogy im November 2010 eine Absichtserklärung unterschrieben auf der Halde Sundern ein Kombinationskraftwerk aus Pumpspeicher und Windkraft zu errichten. Das Pumpspeicherkraftwerk soll dabei über eine Leistung von 15 bis 20 Megawatt verfügen, damit wäre es eines der kleinsten Pumpspeicher in Deutschland. Technisch ist das Projekt laut einer damaligen Studie realisierbar, wohingegen die wirtschaftliche Betrachtung aufgrund der wenig vorhersehbaren Entwicklung der Energielandschaft und der Strompreise schwieriger ausfiel und das Projekt aufgegeben wurde. Die Baukosten des Projektes wurden bei einer Leistung von 10 MW mit circa 60 Millionen Euro angegeben. Das angestrebte Speichervolumen betrug circa 600.000 m³. Die durch die Anlage belegte Fläche (30 % der Halde) hätte an anderer Stelle ausgeglichen werden sollen.